# توقيت التسويق
توقيت التسويق هو إستراتيجية اتخاذ قرارات شراء أو بيع الأصول المالية (غالباً ما تكون أسهم) من خلال محاولة التنبؤ بحركات أسعار السوق المستقبلية. يمكن أن يستند التنبؤ إلى توقعات السوق أو الظروف الاقتصادية الناتجة عن التحليل التقني أو التحليل الأساسي. إن الإستراتيجية الاستثمارية هذه تعتمد على التوقعات بالسوق الاجمالي، بدلاً من أصول مالية معينة.

## الاختلاف في وجهات النظر حول استمرارية توقيت التسويق
كان أمراً مثيراً للجدل ما إذا كانت إستراتيجية استثمار توقيت التسويق قابلة للتطبيق. قد يعتبر البعض أن توقيت التسويق شكلٌ من أشكال المقامرة بسبب استنادها إلى الحظ البحت، لأنهم لا يؤمنون بالأسواق ذات القيمة المتدنية أو الأسواق المبالغ في تقدير قيمتها. تدّعي فرضية كفاءة السوق أن الأسعار المالية تُظهر دائمًاً سلوك السير العشوائي، وبالتالي لا يمكن التنبؤ بثباتها.
يعتبر البعض أن توقيت التسويق يكون معقولاً في مواقف معينة، مثل الفقاعة الاقتصادية الظاهرة. ومع ذلك، ونظراً لأن الاقتصاد نظام معقد يحتوي على العديد من العوامل، فحتى في أوقات التفاؤل أو التشاؤم الكبير في السوق، يبقى من الصعب، إن لم يكن من المستحيل، تحديد الحد الأقصى المحلي أو الحد الأدنى للأسعار المستقبلية بدقة بصورة مسبقة. يمكن أن تُستمر الفقاعة الاقتصادية المزعومة لسنوات عديدة قبل انهيار الأسعار. وبالمثل، يمكن أن يستمر الانهيار لفترات طويلة. الأسهم التي تبدو «رخيصة» لوهلة، غالباً ما تصبح أرخص بكثير فيما بعد، وقبل ذلك إما أن تنتعش في وقت ما في المستقبل أو تتجه نحو الإفلاس.
يعارض مؤيدو توقيت التسويق أن توقيت السوق هو مجرد اسم آخر للتداول، ويجادلون بأن «محاولة التنبؤ بحركات أسعار السوق المستقبلية» هي ما يفعله جميع التجار، بغض النظر عما إن كانوا يتاجرون في أسهم فردية أو مجموعات من الأسهم، ويُعرف أيضاً باسم صناديق الاستثمار المشتركة. لذلك إن لم يكن توقيت التسويق إستراتيجية استثمار قابلة للاستمرار، كما يقول المؤيدون، فلن يكون هناك أي مبادلات في البورصات المختلفة. وأولئك الذين لا يتفقون مع هذا الرأي عادة ما يدعون إلى إستراتيجية الشراء والاحتفاظ مع «إعادة التوازن» الدورية.
يرى آخرون أن التنبؤ بالحدث التالي الذي سيؤثر على الاقتصاد وأسعار الأسهم أمر بالغ الصعوبة. ضع في اعتبارك، مثلا، العديد من الأحداث التي يصعب التنبؤ بها وغير المتوقعة وغير المؤكدة بين عامي 1985 و2013 والموضحة في الأشكال من 1 إلى 6 (ال صفحات37 إلى 42) من قياس عدم اليقين في السياسة الاقتصادية. قليل من الناس في العالم توقعوا بشكل صحيح توقيت وأسباب الركود العظيم خلال 2007-2009.

## برمجيات توقيت السوق والنظم الخوارزمية
نشر البنك الاحتياطي الفيدرالي في مدينة كانساس سيتي مراجعة للعديد من إستراتيجيات إحصائيات توقيت التسويق البسيطة والناجحة. وجدت، على سبيل المثال، أن «الفروقات منخفضة للغاية، مقارنة بمداها التاريخي، يبدو أنها تتنبأ بتواتر أعلى من حالات ركود السوق التالي في البيانات الشهرية» وأن «الإستراتيجية القائمة على الانتشار بين نسبة السعر إلى الأرباح وسعر الفائدة على الأمد القصير تفوق مؤشر السوق بشكل مريح وقوي حتى عندما يتم دمج تكاليف الصفقات».
غالباً ما يستخدم المستثمرون المؤسسيون برمجيات توقيت التسويق الخاصة المطورة داخلياً والتي يمكن أن تكون أسرار تجارية. بعض الخوارزميات، مثل تلك التي وضعها الاقتصادي روبرت ميرتون الحائز على جائزة نوبل، تحاول التنبؤ بالتفوق المستقبلي للأسهم مقابل السندات (أو العكس)، تم نشرها في دوريات خضعت لمراجعة الأقران ويمكن للعامة الوصول إليها.

## متوسط الحركة
غالباً ما ينظر توقيت التسويق إلى متوسطات الحركة مثل 50 و200 متوسط حركة في اليوم (والتي تحظى بشعبية على نحو خاص). يعتقد بعض الناس أنه إذا كان السوق قد تجاوز متوسط 50 أو200 في اليوم، فيجب اعتباره آخذ في الصعود أو أدنى من ميله للانخفاض في المقابل. يعتبر المحللون الفنيون أنه من المهم أن يتخطى متوسط حركة على متوسط حركة آخر. بعد ذلك، تتوقع أجهزة توقيت التسويق أنه من المرجح استمرار الاتجاه في المستقبل. يقول آخرون: «لا أحد يعرف» وأن الاقتصادات العالمية وأسواق الأوراق المالية تتسم بالتعقيد لدرجة أن إستراتيجيات توقيت التسويق من غير المرجح أن تكون أكثر ربحية من إستراتيجيات الشراء والاحتفاظ.
من السهل فهم إستراتيجيات متوسط الحركة، وغالباً ما تدعي أنها تعطي عائدات جيدة، لكن قد يتم الخلط بين النتائج عن طريق الإدراك المؤخَّر أو تنقيب البيانات.

## منحنى الملائمة والإفراط في الاستخدام الأمثل
من العقبات الرئيسية التي تعترض العديد من أجهزه توقيت التسويق هي ظاهرة تسمى «منحنى الملاءمة»، والتي تنص على أن مجموعة معينة من قواعد التداول تميل إلى أن تكون مُستخدمة على النحو الأمثل لتناسب مجموعة البيانات المعينة التي تم اختبارها من جديد. لسوء الحظ، إن كانت قواعد التداول مفرطة في الاستخدام الأمثل، فغالباً ما تفشل في العمل على البيانات المستقبلية. تحاول أجهزة توقيت التسويق تجنب هذه المشكلات من خلال البحث عن مجموعات من قيم الوسيط التي تعمل بشكل جيد أو باستخدام بيانات خارج العينة، والتي تتيح ظاهرياً لأجهزة توقيت التسويق أن ترى كيف يعمل النظام على البيانات غير المتوقعة. ومع ذلك، يجادل النقاد أنه بمجرد مراجعة الإستراتيجية لتعكس هذه البيانات، لم تعد «خارج العينة».